# آيت سدرات السهل الغربية
آيت سدرات السهل الغربية أو آيت يحيا هي قرية مغربية في إقليم تنغير ضمن جهة درعة تافيلالت. كان مجموع عدد سكان البلدية آيت سدرات السهل الغربية 14.864 نسمة يعيشون في 2.110 أسرة.(تعداد السكان الرسمي 2004)

## دواوير الجماعة
وهي كالآتي من ورززات في إتجه قلعة مكونة
- إشحيحن
- واد سفال
- ايت ودار
- ايت غمات (كمات)
- تريغيوت (تريكيوت)
- الزاوية مولاي عبد المالك البومسهولي
- تزارين
- ايت عيسي
- ايت واحي
- ايت ريدي
- ايت عيلقمت
- تاغونيت (تاكونيت)
- لحارت
- توريرت
- إقدارن
- البور  1
- البور 2
- البور 3
- إمي نوغرط - لاسطاصيون (إمي نوكرط - نظرا لوجود محطة الوقود فيها)
- أفلان تفردوت
- داو تفردوت
- ثيزي
- القنطرة
- ايت حمودن
- ايت عمي موح
- ابراحن
- ايت وجانا
- ايت عبو
- إلحيان
- تاكنيت
- أيت واحي

## صور
| قنطرة على وادي مكون معروفة باسم: "لقنطرات" |
| ------------------------------------------ |